# Scopula enzela
Scopula enzela là một loài bướm đêm trong họ Geometridae.